# Leeuwarden
Leeuwarden (vestfrisisk: Ljouwert) er hovedstad i provinsen Frisland i Nederlandene. Kommunen Leeuwarden har 91.375 indbyggere og et areal på 84 km². 
Leeuwarden er en historisk by, der har været beboet siden 1000-tallet. Byen blev i løbet af 1200-tallet knudepunkt for flere kanaler i den da tørlagte Middelzee.Den fik sine købstadsrettigheder i året 1435. Leeuwarden har flere ældre bygningsværker, bl.a. Jacobijnerkerk (opført 1480-1550), kancellibygningen i gotisk stil fra 1566-71 og slottet som i 1587-1747 var bolig for statholderen. 
Byen har jernbaneforbindelse til Groningen, Sneek, Stavoren, Zwolle, Utrecht og Harlingen, og derfra færger til Vlieland og Terschelling.